# William Carlos Williams

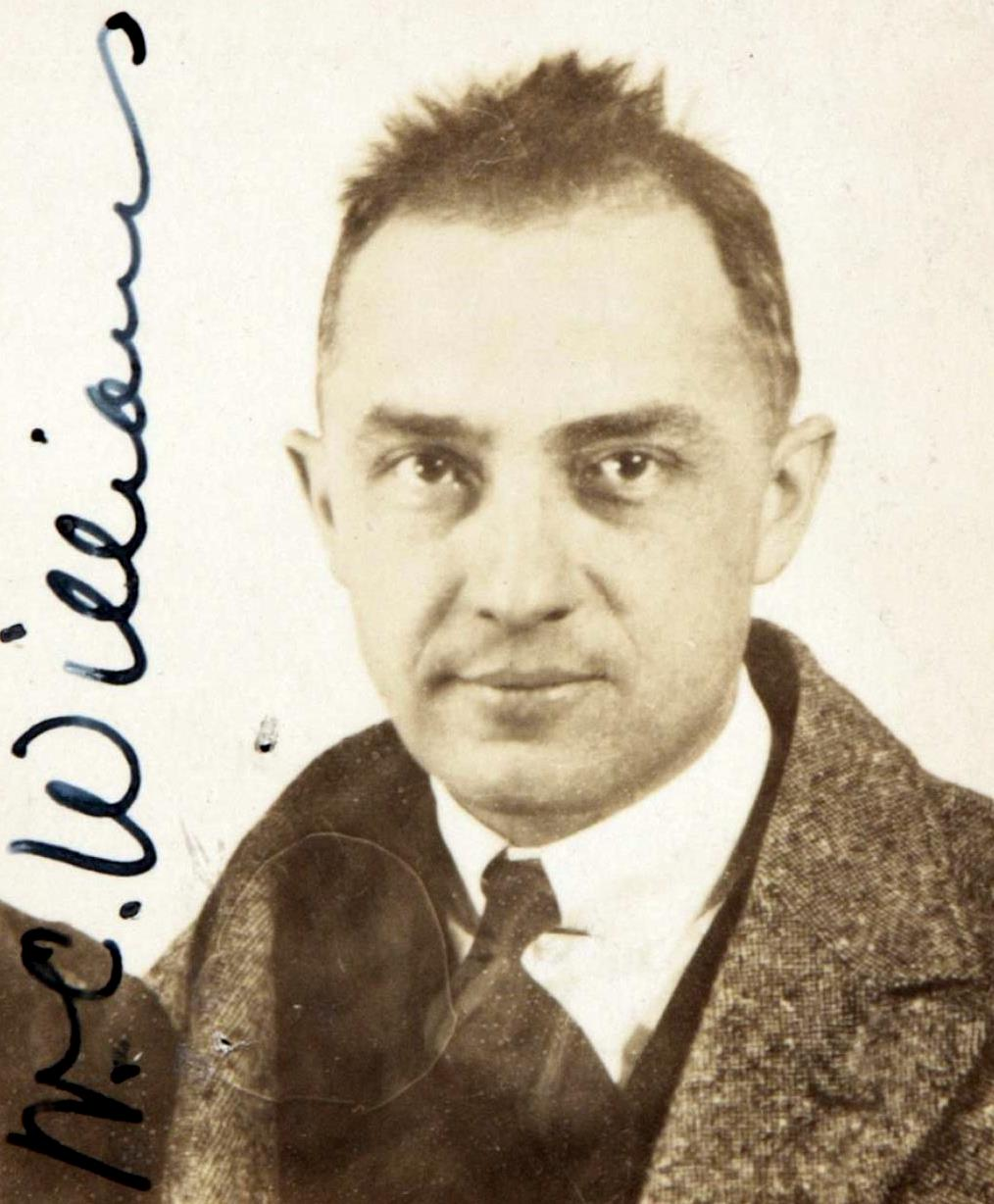
Passfoto von William Carlos Williams aus dem Jahr 1921

William Carlos Williams (* 17. September 1883 in Rutherford, New Jersey; † 4. März 1963 ebenda), oft abgekürzt WCW, war ein US-amerikanischer Arzt und Lyriker.

## Leben
William Carlos Williams war einer von zwei Söhnen der Raquel Hélène Hoheb und des William George Williams. Sein englischer Vater arbeitete als Angestellter eines New Yorker Handelshauses und wirkte daneben für die örtliche unitarische Sonntagsschule etwa 20 Jahre als Dekan. Seine Mutter kam aus Martinique und hatte französische und spanische Vorfahren. Ihre Muttersprache war Spanisch. Den Namen ihres ältesten Bruders Carlos gab sie ihrem Sohn als Mittelnamen.

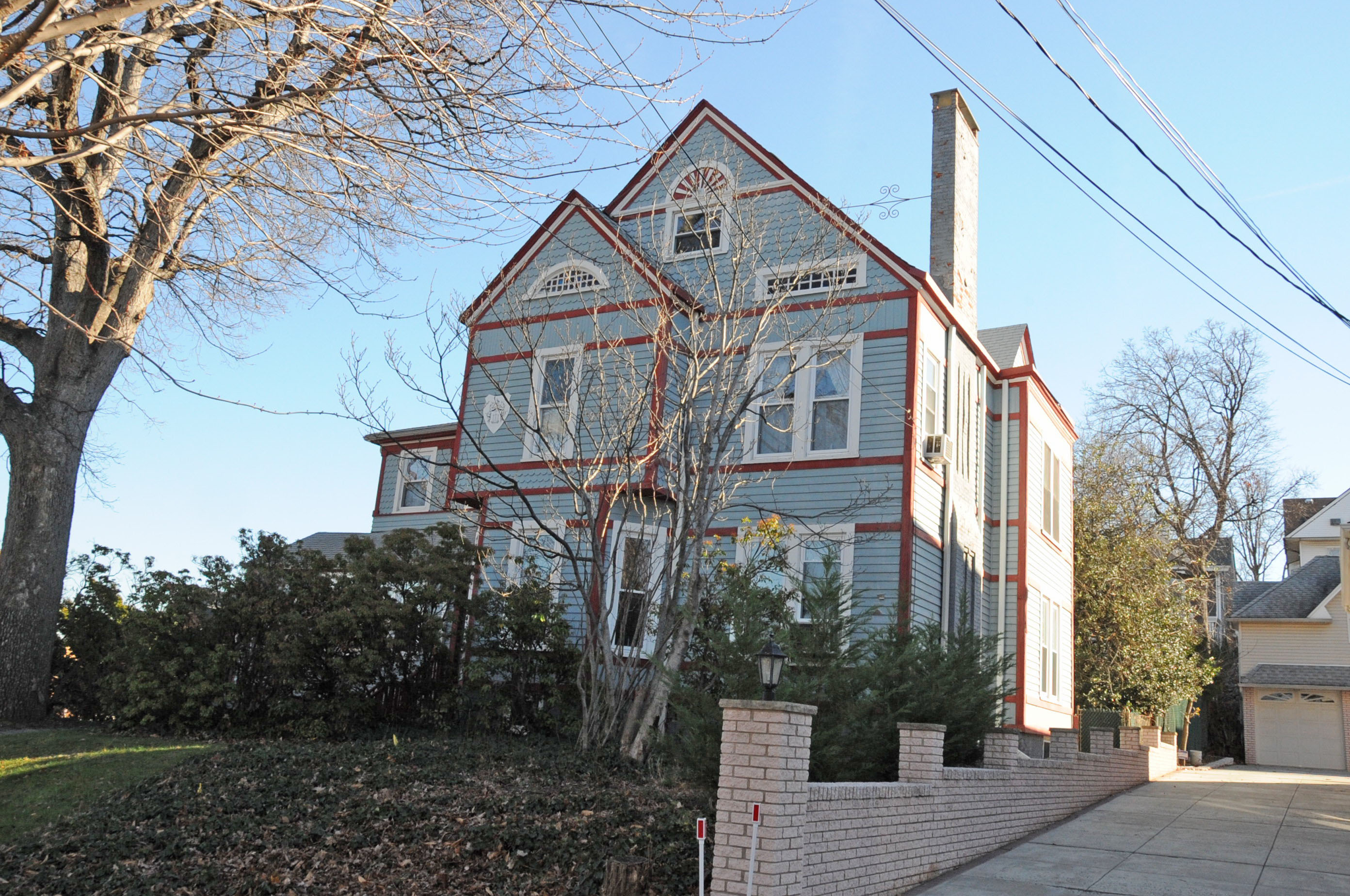
Williams’ Haus in Rutherford in der 9 Ridge Road, das er 1913 gekauft hat

Williams’ Leben konzentrierte sich fast vollständig – sieht man von seinen Europa-Reisen ab – auf seine Heimatstadt Rutherford in New Jersey, wo er seit 1910 als Arzt (M.D.) praktizierte.
Dort heiratete er auch, nachdem er Arzt geworden war, Florence Herman, eine Frau aus Rutherford, zog seine Kinder auf und schrieb seine literarischen Werke.
Nach seinem Schulabschluss 1897 in Rutherford brachte seine Mutter ihn und seinen jüngeren Bruder Ed, der später in Rom Architektur studierte, während sein Vater auf einer über ein Jahr dauernden Geschäftsreise in Buenos Aires war, nach Europa. Dort besuchten die Brüder zwei Jahre zuerst das Internat Château de Lancy bei Genf und danach das Lycée Condorcet in Paris. 1899 zurück in New York gingen die Brüder dort zur Schule (zunächst auf die Horace Mann School, dann auf eine prep school in Morningside Heights). William Williams schloss sich der Schriftsteller-Avantgarde an und begann direkt nach der prep school, ohne zuvor ein College besucht zu haben, 1902 mit dem Studium der Medizin.
Während seines Medizinstudiums an der University of Pennsylvania in Philadelphia schloss er Freundschaft mit dem Dichter Ezra Pound und mit Hilda Doolitle sowie dem an der Pennsylvania Academy of the Fine Arts studierenden Maler Charles Demuth. Später wurde er mit Pound (und T. S. Eliot) zum wichtigsten Dichter der amerikanischen Moderne. Im Gegensatz zu Pound, der sich nach europäischen Vorbildern richtete, forderte William Williams in seiner Essaysammlung In the American Grain (1925) eine einfache, aber dennoch avantgardistische Poesie, die sich an der gesprochenen Sprache und der amerikanischen Alltagswelt orientieren sollte. Die Freundschaft mit Pound basierte immer auf diesem ausgeprägten Gegensatz zwischen den Auffassungen der beiden Dichter sowie ihren unterschiedlichen Schwerpunkten. Williams schreibt in seiner bereits 1951 veröffentlichten Autobiografie: „Ezra war immer sehr darauf bedacht, die Kluft zwischen meinen Bildungslücken und seiner souveränen Gelehrtheit zu überbrücken. Da er mich hierbei keineswegs gönnerhaft behandelt, lasse ich es mir gefallen. Es macht mir aufrichtig Kummer, dass meine literarischen Kenntnisse den seinigen so weit unterlegen sind. Ich respektiere sein Unbehagen und versuche mein Bestes, mich auf seine gutgemeinten Bemühungen einzustellen.“ Wenn Williams sich in der europäischen Literatur weniger gut auskannte als Pound, so bemühte er sich auf seiner Europareise, diesen Mangel zu beheben, da er sich vor allem in Paris mit namhaften europäischen Schriftstellern, Intellektuellen und Malern traf. Andererseits belächelte er die Versuche Pounds, sich als Opernkomponist zu profilieren. Er sagt zu diesen Versuchen: „Meiner Meinung nach kann Ezra, ebenso wie W. B. Yeats, keinen Ton von einem anderen unterscheiden.“ Er glaubte, Pounds Interesse für die Oper basiere daher eher auf seinem ausgeprägten Gefühl für Rhythmus.
Seinen Doktorgrad (M.D.) erhielt Williams 1906. Nach dem Medizinstudium kehrte er zur klinischen Weiterbildung nach New York zurück und arbeitete in Manhattan, unter anderem ein Jahr am dortigen French Hospital. Er wurde mit Florence Hermann verlobt, die er drei Jahre später heiratete. Im Jahr 1909 reiste er nach Leipzig zur medizinischen Weiterbildung. Vom 18. Oktober 1909 bis zum 1. März 1910 war er an der Medizinischen Fakultät der sächsischen Universität eingeschrieben und hörte Vorlesungen zu seinem späteren Spezialgebiet Pädiatrie. In seiner vorlesungsfreien Zeit lernte er Leipzig und Umgebung mit dem Fahrrad kennen und widmete sich der europäischen Literatur. Er sah die Dramen Schillers und berichtete: Begeistert las ich Heine und Sudermanns „Frau Sorge“ und sein „Johannisfeuer“.

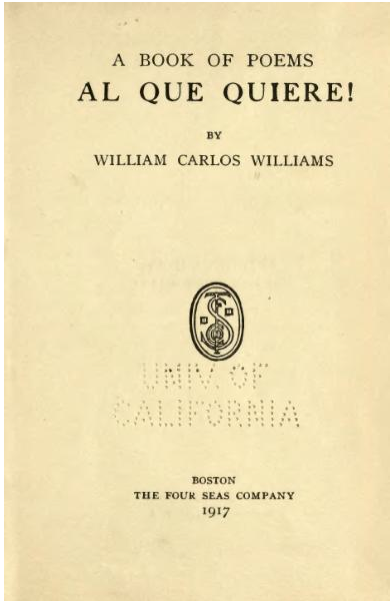
Al Que Quiere!, sogenannte Ding-Lyrik von 1917. Der Titel kann mit Dem Einen, Der Will! übersetzt werden. Williams spielt darauf an, dass er als Poet Gleichgesinnte sucht.

Seine frühen Gedichte sind noch stark vom europäischen Dadaismus und Surrealismus geprägt. 1923 schrieb er sein bis heute wohl bekanntestes Gedicht This is Just to Say. Zusammen mit Pound und Eliot schloss er sich um 1912 den Imagisten an, einer anglo-amerikanischen literarischen Bewegung. Seine Freundschaft zu Pound zerbrach später an künstlerischen Meinungsverschiedenheiten und an Pounds Unterstützung für den italienischen Faschismus, was ihn jedoch nicht daran hinderte, den in den USA internierten Pound zu besuchen (siehe Autobiografie).
1927 besuchte Williams auf seiner Europareise den Salon von Gertrude Stein in der Rue de Fleurus 27, Paris. Die beiden Erneuerer der Amerikanischen Sprache schätzen sich und teilten ihre Liebe zur Malerei. Zurück in den USA veröffentlichte er einen Essay über die revolutionäre Kraft des Wortes bei Stein.
Infolge seines dritten Schlaganfalls (den ersten hatte er 1951) im Oktober 1955 erlitt er eine Lähmung, wodurch sich sein Arbeitstempo verlangsamte. Dennoch brachte er sich selbst bei, mit seiner nicht-gelähmten Hand auf einer elektrischen Schreibmaschine zu tippen.
Im Alter von 79 Jahren starb der Dichterarzt William Carlos Williams im März 1963 in Rutherford, New Jersey, nach einer weiteren Serie schwerer Schlaganfälle.

## Einfluss
Unter der Leitung von William Carlos Williams minimalistischer Schule wurde im Jahr 1932 eine „objektivistische“ Anthologie veröffentlicht. Darin finden sich auch die Dichter George Oppen, Charles Reznikoff und Louis Zukofsky. Die Gedichte sollten eine eigenständige und spezifische strukturelle Einheit darstellen und nicht den symbolischen oder emotionalen Subtext oder die Absicht des Autors gestatten.

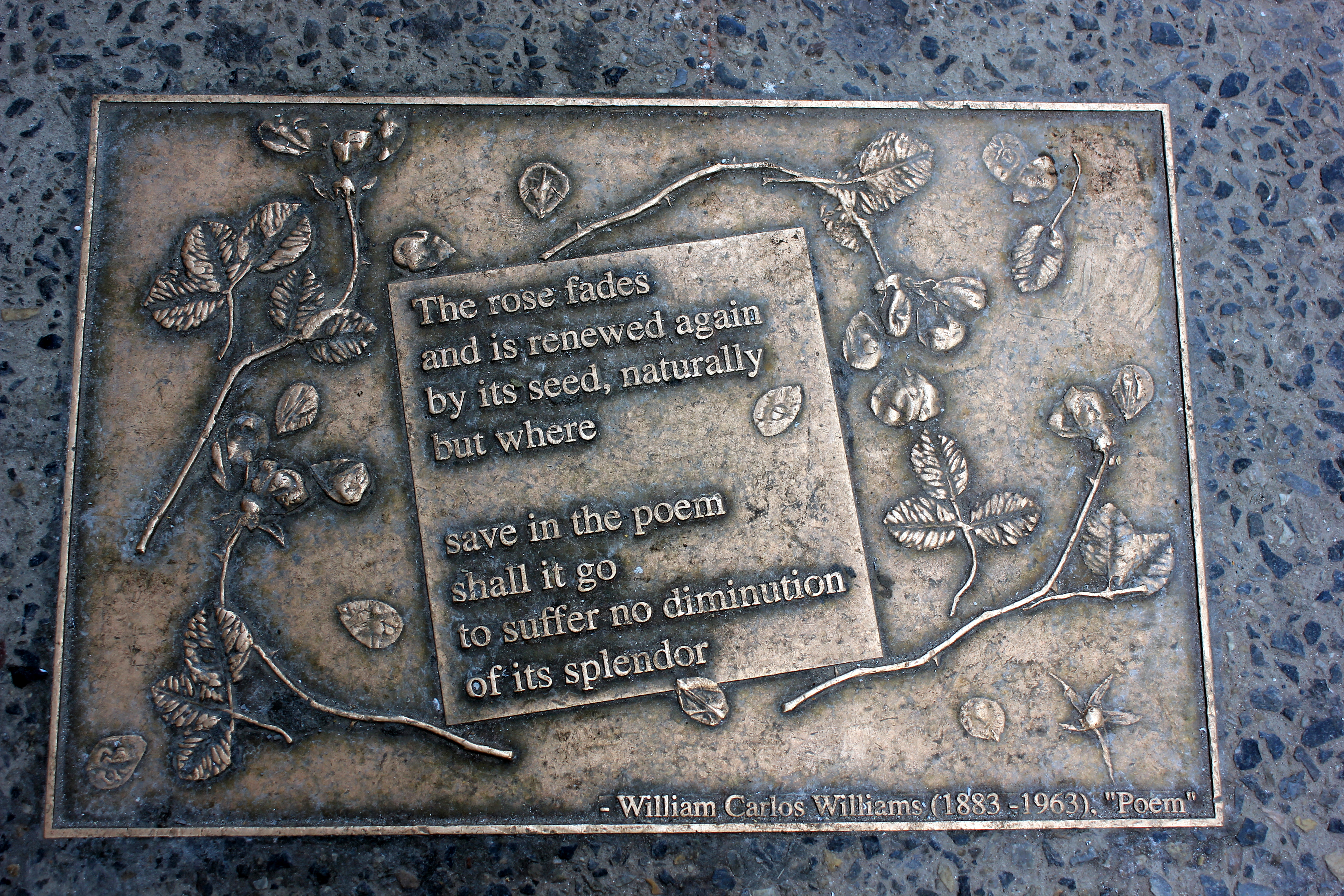
Library Walk New York: „The rose fades, and is renewed again ....“

Als Williams’ Meisterwerk gilt das ursprünglich zwischen 1946 und 1958 in fünf Bänden erschienene, unter anderem ausgezeichnet 1950 mit dem National Book Award und später dem Pulitzer-Preis ausgezeichnete, epische Gedicht über die Stadt Paterson in New Jersey. Die einzelnen Bände erschienen 1946, 1948, 1949, 1951 und (ursprünglich nicht geplant) 1958; 1963 erschienen sie in einem Band – zusammen mit Fragmenten von Band 6. Es handelt sich bei Paterson nicht um eine Gedichtsammlung, sondern, in Williams Worten, um ein einziges Langgedicht („long poem“) Williams’ Paterson spielt eine Rolle in Jim Jarmuschs Film Paterson.
Im Jahr 1955 schrieb er das Vorwort zur ersten Ausgabe eines Gedichtes des damals noch unbekannten Autors und Lyrikers aus ebendieser Stadt – zu Allen Ginsbergs Gedicht Howl. Williams hatte großen Einfluss auf einige Autoren der Beat Generation. Über Harold Norse schrieb er, dass er einer der besten Lyriker seiner Generation sei. In seinen gleichermaßen meisterhaften Erzählungen bilden oftmals Williams’ Erfahrungen als Arzt im ländlichen Amerika den Hintergrund der oft relativ kurzen, so genauen wie poetischen Texte.
Stephen King stellt in seinem Roman ES (1986) fünf Zitate aus Paterson seinen Kapiteln voran und unterstreicht damit sowohl seine literarische Anlehnung an „WCW“ als auch sein Fortschreiben der Erkundungen in der amerikanischen Seele.

## Auszeichnungen
1950 wurde ihm für Paterson der National Book Award, 1963 die Gold Medal for poetry durch das National Institute of Arts and Letters und ebenfalls postum der Pulitzer-Preis für Dichtung zugesprochen (Pictures from Brueghel). 1950 wurde er in die American Academy of Arts and Letters gewählt.

## Übersetzungen
- Last Nights of Paris (1929) – Ein dadaistischer Roman aus dem Französischen von seinem Freund Philippe Soupault.
- By Word of Mouth: Poems from the Spanish, 1916–1959 (2011) – Lyrik aus dem Spanischen und Lateinamerikanischen.

## Werke (Auswahl)

### Originalausgaben
- The Tempers (1913)
- Poems (1909–1917)
- Al Que Quiere! (1917)
- Poems (1918–1921)
- Sour Grapes (1921)

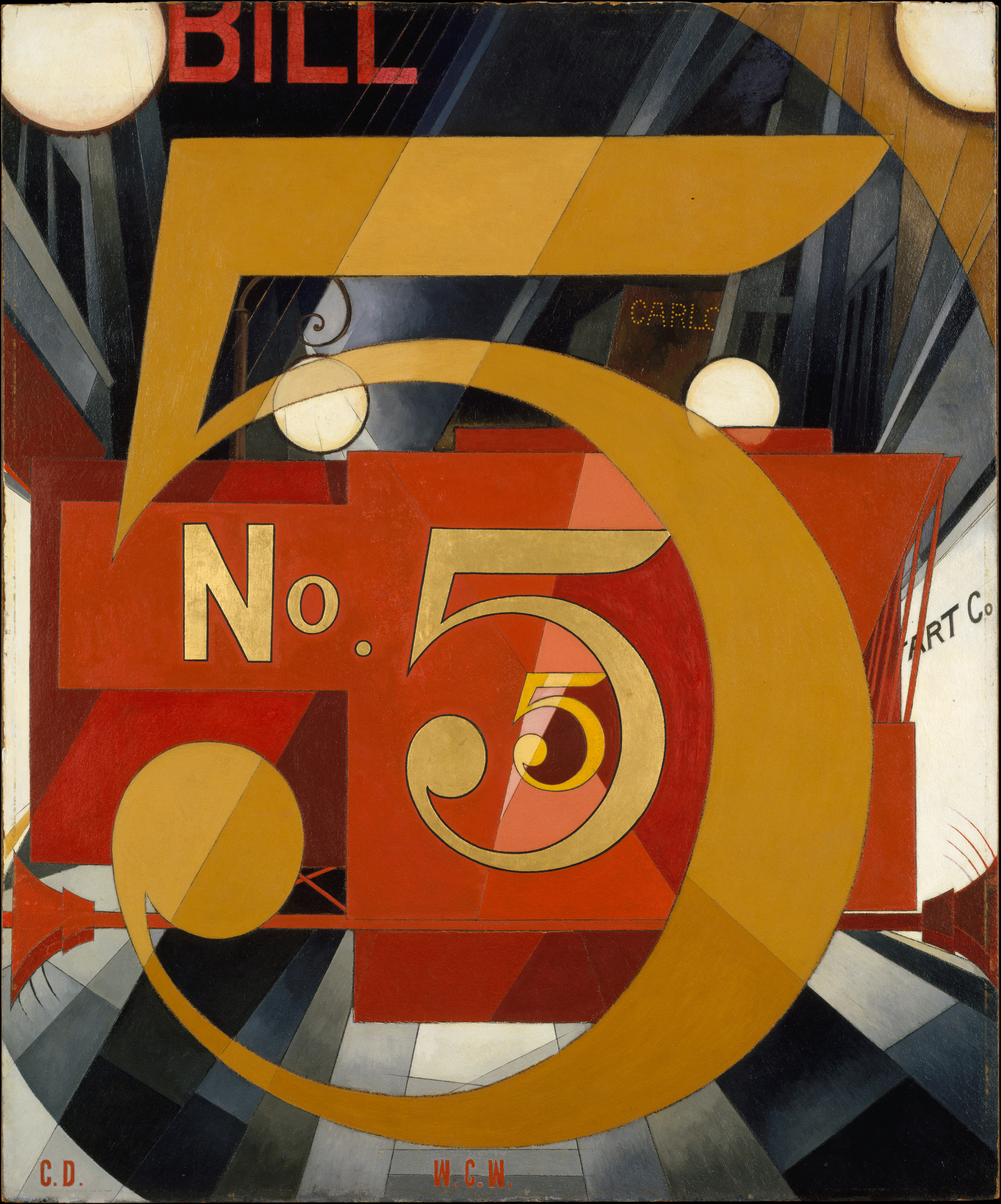
Charles Demuths The Figure 5 in Gold (1928) ist vom Gedicht The Great Figure inspiriert.

- The Great Figure (1921), übersetzt „Die große Ziffer“[17]
- Spring and All (1923)
- The Great American Novel (1923)
- Poems (1922–1928)
- In the American Grain (1925)
- The Descent of Winter (1928)
- A voyage to Pagany (1928)
- Poems (1929–1935)
- An Early Martyr and Other Poems (1935)
- Adam & Eve & the City (1936)
- Poems (1936–1939)
- The Wedge (1944)
- The Desert Music and Other Poems (1954)
- Journey to Love (1955)
- Pictures from Brueghel and Other Poems (1962)

### Deutsche Werkausgabe
- Kore in der Hölle. Frühe Schriften. Hanser, München/Wien 1988, ISBN 978-3-446-14967-0.
- Die Messer der Zeit. Erzählungen. Hanser, München/Wien 1989, ISBN 978-3-446-15370-7.
- Gut im Rennen. Roman. Hanser, München/Wien 1990, ISBN 978-3-446-15209-0.
- Der harte Kern der Schönheit. Ausgewählte Gedichte. Hanser, München/Wien 1991, ISBN 978-3-446-15371-4.
- Die Autobiographie. Hanser, München/Wien 1994, ISBN 978-3-446-17848-9.
- Paterson. Hanser, München/Wien 1998, ISBN 978-3-446-19512-7.

Nachdruck in vier Bänden (mit Ergänzungen): gemeinsame ISBN 3-86150-290-9.
- Frühe Schriften und Erzählungen. Kore in der Hölle. Die Messer der Zeit. Zweitausendeins 1999, Frankfurt am Main.
- Gedichte. Der harte Kern der Schönheit. Paterson. Zweitausendeins 1999, Frankfurt am Main.
- Die Autobiographie. Zweitausendeins 1999, Frankfurt am Main.
- Die Romane. (bestehend aus White Mule, Gut im Rennen und Der Aufbau) Zweitausendeins 1999, Frankfurt am Main.

Daneben erschienen zahlreiche Anthologien von Gedichten und Werke in Einzelausgaben.